# ستيفن أو. رايس
ستيفن أو. رايس (بالإنجليزية: Stephen O. Rice)‏ هو عالم حاسوب وفيزيائي ومهندس أمريكي، ولد في 29 نوفمبر 1907 في أوريغون في الولايات المتحدة، وتوفي في 18 نوفمبر 1986 في لاهويا في الولايات المتحدة.